# Patrick Zimmerli
Patrick Zimmerli (* 1968 in New York) ist ein US-amerikanischer Tenorsaxophonist und Komponist des Modern Creative und der zeitgenössischen Musik.

## Wirken
Patrick Zimmerli besuchte die High School in West Hartford, Connecticut und arbeitete ab 1986 in der New Yorker Jazzszene; Anfang der 1990er-Jahre u. a. mit dem Schlagzeuger Jeff Williams. Seit 1995 nahm er mit seinem Trio mit dem Gitarristen Ben Monder und dem Schlagzeuger Satoshi Takeishi eine Reihe von Alben für die Label Songlines und Arabesque auf. 1996 arbeitete er mit dem Jazz Composers Collective, für das er Twelve Sacred Dances schrieb.
In den 2000er-Jahren konzentrierte Zimmerli seine Aktivitäten mehr auf das Komponieren; so schrieb er u. a. Kammermusik für das Saint Paul Chamber Orchestra und komponierte für Kevin Hays und Brad Mehldau. 2007 schrieb Zimmerli acht Stücke für Cello, Piano, Perkussion und Electronics für die Cellistin Kristina Reiko Cooper (Stone & Steel, Koch 2008); außerdem ein Stück für Solo-Violine. Zimmerli arbeitete zudem für Radio-, TV- und Film-Produktionen.
Von 2002 bis 2005 war Zimmerli Composer in Residence beim Metamorphosen Chamber Orchestra. Seine Musik wurde u. a. im MoMA und im Guggenheim-Museum aufgeführt.
Zimmerli unterrichtete an der Columbia University, wo er 1990 den Bachelor, 1996 den Master und 2000 den Doctor of Music Arts erworben hatte.

## Diskographische Hinweise
- Explosion (Songlines, 1995)
- Twelve Sacred Dances (Arabesque, 1996)
- Expansion (Songlines, 1998)
- The Book of Hours (Songlines, 2002) mit dem Ensemble Octurn
- Phoenix (Songlines, 2005)
- Modern Music (Nonesuch, 2011) mit Brad Mehldau und Kevin Hays
- Joshua Redman: Sun on Sand, composed and arranged by Patrick Zimmerli (Nonesuch 2019)